# Lista de jogos eletrônicos de Dragon Ball

Logo de Dragon Ball

A série de videogames Dragon Ball baseia-se na série de mangás e anime do mesmo nome criada por Akira Toriyama. A série segue as aventuras de Son Goku enquanto ele treina em artes marciais e explora o mundo em busca das sete esferas que consedem de desejos conhecidas como Dragon Balls (esferas do dragão na dublagem brasileira). Os jogos são de vários gêneros, principalmente Role-playing games, plataforma e jogos de luta, embora estes últimos tenham se tornado os mais proeminentes.
Desde 1986, muitos jogos de vídeo baseados na franquia foram lançados no Japão, sendo a maioria produzida pela Bandai.

## Jogos para consoles caseiros

### Década de 1980
| Título                                                                                      | Data de lançamento | Console               |
| ------------------------------------------------------------------------------------------- | ------------------ | --------------------- |
| Dragon Ball: Dragon Daihikyō (ドラゴンボール ドラゴン大秘境, Doragon Bōru: Dragon Daihikyō) | 27/09/1986         | Super Cassette Vision |
| Dragon Ball: Shenlong no Nazo (ドラゴンボール 神龍の謎, Doragon Bōru: Shenron no Nazo)      | 27/11/1986         | Famicom (NES)         |
| Dragon Ball: Daimaō Fukkatsu (ドラゴンボール大魔王復活, Doragon Bōru Daimaō Fukkatsu)       | 12/08/1988         | Famicon               |
| Dragon Ball 3: Goku Den (ドラゴンボール3 悟空伝, Doragon Bōru Surī Gokūden)                 | 27/10/1989         | Famicon               |

### Década de 1990
| Título | Data de lançamento | Console                  |
| --- | ------------------ | ------------------------ |
| Dragon Ball Z: Kyōshū! Saiyan (ドラゴンボールZ 強襲!サイヤ人, Doragon Bōru Zetto Kyōshū! Saiyajin)                                                                              | 27/10/1990         | Famicon                  |
| Dragon Ball Z II: Gekishin Frieza!! (ドラゴンボールZII 激神フリーザ!!, Doragon Bōru Zetto Tsū Gekishin Furīza!!)                                                                | 10/08/1991         | Famicon                  |
| Dragon Ball Z: Super Saiya Densetsu (ドラゴンボールZ 超サイヤ伝説, Doragon Bōru Zetto Sūpā Saiya Densetsu)                                                                      | 25/01/1992         | Super Famicon            |
| Dragon Ball Z III: Ressen Jinzōningen (ドラゴンボールZIII 烈戦人造人間, Doragon Bōru Zetto Surī Ressen Jinzōningen)                                                             | 07/08/1992         | Famicon                  |
| Dragon Ball Z: Gekitō Tenkaichi Budokai (ドラゴンボールZ 激闘天下一武道会, Doragon Bōru Zetto Gekitō Tenkaichi Budōkai)                                                         | 29/12/1992         | Famicon                  |
| Dragon Ball Z: Unite! Gokou's World (ドラゴンボールZ あつまれ！悟空ワールド, Doragon Bōru Zetto Atsumare! Gokū Wārudo)                                                          | 1992               | Terebikko                |
| Dragon Ball Z: Super Butōden (ドラゴンボールZ 超武闘伝, Doragon Bōru Zetto Sūpā Butōden)                                                                                        | 20/03/1993         | Super Famicom            |
| Dragon Ball Z Gaiden: Saiyajin Zetsumetsu Keikaku (ドラゴンボールZ外伝 サイヤ人絶滅計画, Doragon Bōru Zetto Gaiden Saiyajin Zetsumetsu Keikaku)                                 | 06/08/1993         | Famicon                  |
| Dragon Ball Z: Super Butōden 2 (ドラゴンボールZ 超武闘伝2, Doragon Bōru Zetto Sūpā Butōden Tsū)                                                                                 | 17/12/1993         | Super Famicom            |
| Dragon Ball Z: Buyu Retsuden (ドラゴンボールＺ 武勇列伝, Doragon Bōru Zetto Buyū Retsuden)                                                                                      | 01/04/1994         | Mega Drive               |
| Dragon Ball Z: Super Butōden 3 (ドラゴンボールZ 超武闘伝3, Doragon Bōru Zetto Chō Butōden Surī)                                                                                 | 29/09/1994         | Super Famicom            |
| Dragon Ball Z: Idainaru Son Gokou Densetsu (ドラゴンボールZ 偉大なる孫悟空伝説, Doragon Bōru Zetto Idainaru Son Gokū)                                                           | 11/11/1994         | PC Engine                |
| Dragon Ball Z Gaiden: Saiyajin Zetsumetsu Keikaku~Uchū-Hen (ドラゴンボールZ外伝 真サイヤ人絶滅計画 宇宙編, Doragon Bōru Zetto Gaiden Shin Saiyajin Zetsumetsu Keikaku Uchū-Hen) | 16/12/1994         | Playdia                  |
| Dragon Ball Z: Super Goku Den — Totsugeki-Hen (ドラゴンボールZ 超悟空伝 突激編, Doragon Bōru Z chō Gokū-den tsugeki-hen))                                                       | 24/03/1995         | Super Famicom            |
| Dragon Ball Z: Ultimate Battle 22 (ドラゴンボールZ アルティメイトバトル22, Doragon Bōru Zetto Arutimeito Batoru Towintetzū)                                                     | 28/07/1995         | PlayStation              |
| Dragon Ball Z: Super Goku Den — Kakusei-Hen (ドラゴンボールZ 超悟空伝 –覚醒編–)                                                                                                 | 22/09/1995         | Super Famicom            |
| Dragon Ball Z: Shin Butōden (ドラゴンボールZ 真武闘伝, Doragon Bōru Zetto Shin Butōden)                                                                                         | 17/11/1995         | Sega Saturn              |
| Dragon Ball Z: Hyper Dimension (ドラゴンボールZ ハイパー ディメンション, Doragon Bōru Zetto Haipā Dimenshon)                                                                    | 29/03/1996         | Super Famicom            |
| Dragon Ball Z: Idainaru Dragon Ball Densetsu (ドラゴンボールZ 偉大なるドラゴンボール伝説, Doragon Bōru Zetto Idainaru Doragon Bōru Densetsu)                                    | 31/05/1996         | PlayStation, Sega Saturn |
| Dragon Ball Z: Anime Designer (アニメデザイナードラゴンボールZ) | 07/1996            | Apple Pippin             |
| Dragon Ball GT: Final Bout (ドラゴンボール ファイナルバウト, Doragon Bōru Fainaru Bauto)                                                                                        | 21/08/1997         | PlayStation              |

### Década de 2000
| Título                                  | Data de lançamento | Console                                          |
| --------------------------------------- | ------------------ | ------------------------------------------------ |
| Dragon Ball Z: Budokai                  | 02/11/2002         | PlayStation 2, GameCube, PlayStation 3, Xbox 360 |
| Dragon Ball Z: Budokai 2                | 14/11/2003         | PlayStation 2, GameCube                          |
| Dragon Ball Z: Budokai 3                | 16/11/2004         | PlayStation 2, PlayStation 3, Xbox 360           |
| Dragon Ball Z: Sagas                    | 22/03/2005         | GameCube, PlayStation 2, Xbox                    |
| Dragon Ball Z: Budokai Tenkaichi        | 06/10/2005         | PlayStation 2                                    |
| Super Dragon Ball Z                     | 22/12/2005         | arcade, PlayStation 2                            |
| Dragon Ball Z: Budokai Tenkaichi 2      | 05/10/2006         | PlayStation 2, Nintendo Wii                      |
| Dragon Ball Z: Budokai Tenkaichi 3      | 04/10/2007         | PlayStation 2, Nintendo Wii                      |
| Dragon Ball Z: Burst Limit              | 05/06/2008         | PlayStation 3, Xbox 360                          |
| Dragon Ball Z: Infinite World           | 04/12/2008         | PlayStation 2                                    |
| Dragon Ball: World's Greatest Adventure | 23/07/2009         | Nintendo Wii                                     |
| Dragon Ball: Raging Blast               | 12/11/2009         | PlayStation 3, Xbox 360                          |

### Década de 2010
| Título                               | Data de lançamento | Console |
| ------------------------------------ | ------------------ | --- |
| Dragon Ball: Raging Blast 2          | 11/11/2010         | PlayStation 3, Xbox 360                                                                                    |
| Dragon Ball Z: Ultimate Tenkaichi    | 2011               | PlayStation 3, Xbox 360                                                                                    |
| Dragon Ball Z: For Kinect            | 09/10/2012         | Xbox 360                                                                                                   |
| Dragon Ball Z: Budokai HD Collection | 06/11/2012         | PlayStation 3, Xbox 360                                                                                    |
| Dragon Ball Z: Battle of Z           | 23/01/2014         | PlayStation 3, Xbox 360, PlayStation Vita                                                                  |
| Dragon Ball Xenoverse                | 05/02/2015         | PlayStation 3, PlayStation 4, Xbox 360, Xbox One, Microsoft Windows                                        |
| Dragon Ball Xenoverse 2              | 02/11/2016         | PlayStation 4, Xbox One, Microsoft Windows, Nintendo Switch, Google Stadia, PlayStation 5, Xbox Series X/S |
| Dragon Ball FighterZ                 | 01/02/2018         | Microsoft Windows, PlayStation 4, Xbox One, Nintendo Switch, PlayStation 5, Xbox Series X/S                |

### Década de 2020
| Título                      | Data de lançamento | Console                                                                                   |
| --------------------------- | ------------------ | ----------------------------------------------------------------------------------------- |
| Dragon Ball Z: Kakarot      | 16/01/2020         | Microsoft Windows, Xbox One, PlayStation 4, Google Stadia, PlayStation 5, Xbox Series X/S |
| Dragon Ball: The Breakers   | 13/10/2023         | Microsoft Windows, Nintendo Switch, PlayStation 4, Xbox One                               |
| Dragon Ball: Sparking! Zero | 11/10/2024         | Microsoft Windows, PlayStation 5, Xbox Series X/S                                         |

## Jogos para arcade
| Título | Data de lançamento               |
| --- | -------------------------------- |
| Dragon Ball Telephone TV                                                                                          | 1987                             |
| Dragon Ball Z (ドラゴンボールZ, Doragon Bōru Zetto)                                                               | 1993                             |
| Dragon Ball Z 2: Super Battle (ドラゴンボールZ 2 スパーバトル, Doragon Bōru Zetto Tsū Supā Batoru)                | 1994                             |
| Dragon Ball Z: V.R.V.S.                                                                                           | 1994 (Plataforma Sega System 32) |
| Super Dragon Ball Z                                                                                               | 22/12/2005                       |
| Data Carddass Dragon Ball Z                                                                                       | 2005                             |
| Data Carddass Dragon Ball Z 2                                                                                     | 04/2006                          |
| Dragon Ball Z: Bakuretsu Impact (ドラゴンボールZ 爆烈インパクト, Doragon Bōru Zetto Bakuretsu Inpakuto)           | 16/03/2007                       |
| Dragon Ball Z: W Bakuretsu Impact (ドラゴンボールZ W爆烈インパクト, Doragon Bōru Zetto Daburu Bakuretsu Inpakuto) | 2008                             |
| Dragon Ball Z: Dragon Battlers                                                                                    | 2009                             |
| Dragon Ball Heroes                                                                                                | 2010                             |
| Dragon Ball: Zenkai Battle Royale                                                                                 | 2011                             |

## Jogos para consoles portáteis
| Título | Data de lançamento | Console              |
| --- | ------------------ | -------------------- |
| Dragon Ball Z: Goku Hishōden (ドラゴンボールZ: 悟空飛翔伝, Doragon Bōru Zetto: Gokū Hishōden)                               | 25/11/1994         | Game Boy             |
| Dragon Ball Z: Goku Gekitōden (ドラゴンボールZ: 悟空激闘伝, Doragon Bōru Zetto: Gokū Gekitōden)                             | 25/08/1995         | Game Boy             |
| Dragon Ball Z: The Legacy of Goku                                                                                           | 14/05/2002         | Game Boy Advance     |
| Dragon Ball Z: Collectible Card Game                                                                                        | 29/02/2002         | Game Boy Advance     |
| Dragon Ball Z: Legendary Super Warriors (ドラゴンボールZ 伝説の超戦士たち, Doragon Bōru Zetto Densetsu no Chō Senshi Tachi) | 09/08/2002         | Game Boy Color       |
| Dragon Ball Z: The Legacy of Goku II                                                                                        | 17/06/2003         | Game Boy Advance     |
| Dragon Ball | 20/11/2003         | WonderSwan           |
| Dragon Ball Z: Taiketsu | 24/11/2003         | Game Boy Advance     |
| Dragon Ball Z: Supersonic Warriors                                                                                          | 26/03/2004         | Game Boy Advance     |
| Dragon Ball Z: Buu's Fury                                                                                                   | 18/11/2004         | Game Boy Advance     |
| Dragon Ball GT: Transformation                                                                                              | 09/08/2005         | Game Boy Advance     |
| Dragon Ball Z: Supersonic Warriors 2                                                                                        | 01/12/2005         | Nintendo DS          |
| Dragon Ball Z: Shin Budokai                                                                                                 | 20/04/2006         | PlayStation Portable |
| Dragon Ball Z: Harukanaru Densetsu                                                                                          | 21/03/2007         | Nintendo DS          |
| Dragon Ball Z: Shin Budokai - Another Road                                                                                  | 07/06/2007         | PlayStation Portable |
| Dragon Ball: Origins | 18/09/2008         | Nintendo DS          |
| Dragonball Evolution | 19/03/2009         | PlayStation Portable |
| Dragon Ball Z: Attack of the Saiyans                                                                                        | 29/04/2009         | Nintendo DS          |
| Dragon Ball: Origins 2 | 11/02/2010         | Nintendo DS          |
| Dragon Ball Z: Tenkaichi Tag Team                                                                                           | 30/09/2010         | PlayStation Portable |
| Dragon Ball Kai: Ultimate Butoden                                                                                           | 04/11/2010         | Nintendo DS          |
| Dragon Ball Heroes: Ultimate Mission                                                                                        | 28/02/2013         | Nintendo 3DS         |
| Dragon Ball Heroes: Ultimate Mission 2                                                                                      | 07/08/2014         | Nintendo 3DS         |
| Dragon Ball Z: Extreme Butōden                                                                                              | 11/06/2015         | Nintendo 3DS         |
| Dragon Ball Fusions | 04/08/2016         | Nintendo 3DS         |
| Dragon Ball Heroes: Ultimate Mission X                                                                                      | 27/04/2017         | Nintendo 3DS         |

## Jogos para dispositivos móveis
| Título                                                               | Data de lançamento | Dispositivo                     |
| -------------------------------------------------------------------- | ------------------ | ------------------------------- |
| Dragon Radar Mobile (ドラゴンレーダーモバイル, Doragon Rēdā Mobairu) | 07/01/2007         | jogo para dispositivo móvel LCD |
| Dragon Ball Nyūmon! Kamesenryū                                       | 15/10/2007         | celular                         |
| Dragon Ball Pinball                                                  | 15/10/2007         | jogo para celular               |
| Dragon Ball Satoshi Meshi to oi Kakekko!                             | 15/10/2007         | celular                         |
| Dragon Ball Z Othello                                                | 15/10/2007         | celular                         |
| Dragon Ball Z Ultimate Blast                                         | 15/10/2007         | celular                         |
| Dragon Ball Sugoroku                                                 | 14/04/2008         | celular                         |
| Dragon Ball RPG                                                      | 05/08/2008         | celular                         |
| Dragon Ball Mobile in Muscle Tower's Action                          | 22/01/2009         | celular                         |
| Dragon Ball Tap Battle                                               | 26/03/2013         | celular                         |
| Dragon Ball Z: Dokkan Battle                                         | 30/01/2015         | celular                         |
| Dragon Ball Legends                                                  | 18/05/2018         | android, IOS                    |
| Dragon Ball: Awakening                                               | 26/02/2019         | android, IOS                    |

## Jogos para Windows
| Título             | Data de lançamento |
| ------------------ | ------------------ |
| Dragon Ball Online | 2010 (MMORPG)      |